# Jakub Ondra
Jakub Ondra (* 7. září 1994 Praha) je český písničkář, zpěvák, kytarista a busker. V roce 2019 soutěžil v národním kole Eurovize.

## Život
Jakub Ondra se narodil 7. září 1994 v Praze. Na kytaru začal hrát v patnácti letech a největší muzikantskou školou mu byla a zatím pořád je ulice. Už v šestnácti začal hrát několikrát týdně u východů z metra a v ulicích Prahy, kde hrává dodnes. Na Staroměstském náměstí zaujal hledače hudebních talentů Martina Červinku, pod jehož vedením začal Ondra pracovat na svém prvním singlu Malý princ. Ten se později stal oficiální písní Linky bezpečí u příležitosti 20. výročí jejího působení v Česku.
Zpočátku zpíval jen v angličtině písničky svých oblíbených interpretů. V roce 2017 začal psát vlastní písně v češtině.